# Cicalata sul fascino volgarmente detto jettatura
La Cicalata sul fascino volgarmente detto jettatura è un saggio del 1787 del giurista Nicola Valletta. È l'opera più nota dell'illuminista napoletano e ha avuto almeno quindici ristampe fino al 2004. Opera precorritrice degli studi sulla superstizione, è capostipite di un filone che, dal secolo dei lumi a tutto l'Ottocento, fiorisce intorno alla credenza nella iettatura sia sul versante scientifico sia su quello letterario: nel primo caso con la pretesa di darvi spiegazione razionale, sebbene non senza un fondo di scetticismo; nel secondo con il recupero di una dimensione d'irrazionalità, in linea con le tendenze neogotiche e romantiche dell'epoca.

## Sinossi
Recensita da Benedetto Croce, la Cicalata appare ispirata a una commedia teatrale di Cirillo, che fu maestro di Valletta. L'autore, in una trattazione semiseria che lascia il dubbio se egli credesse davvero alla iettatura, si propone di spiegare il fenomeno in termini razionali, dopo averne respinto l'interpretazione in termini di magia e arcano. Il saggio è suddiviso in tre parti, la prima delle quali passa in rassegna testimonianze antiche e moderne sull'esistenza del fascino iettatorio. La seconda distingue tra iettatura patente, i cui effetti ritiene di spiegare in termini di effluvi materiali, sulla scia di una lunga tradizione filosofica, e iettatura occulta, riguardo alla quale non trae null'altra conclusione che presupporre una causa fisica sconosciuta degli eventi nefasti. La terza parte infine tratta di come riconoscere ed evitare gli iettatori, lasciando però molte questioni aperte al riguardo.